# جواهر الاخبار
جواهر الاخبار نام کتابی است، به قلم بوداق منشی قزوینی که در سال ۹۸۴ ق نوشته شده است.
این کتاب در باب تاریخ عمومی نگاشته شده و رویدادهای مختصر عالم و ایران از ابتدای آفرینش تا زمان مؤلف را بیان می‌کند.

## ساختار کتاب
اصل کتاب، در یک دیباچه، دو مقدمه و یک خاتمه ارائه شده است.
مؤلف شرح آفرینش عالم و آدم و وقایع روزگار سلاطین پیش و پس از اسلام را به اختصار آورده، اما رویدادهای زمان خود را که معاصر با عهد صفوی است با تفصیل بیشتری بیان کرده است.
سبک نگارش، به پیروی از سنت ادبی رایج در عهد صفوی صورت گرفته است به گونه‌ای که آرایش عبارات با کلمات مصنوع، ذکر القاب، عناوین، تعارفات بسیار و استفاده از آیات،احادیث،روایات ،حکایات و اشعار از ویژگی‌های کتاب است.
مؤلف مطالب را بر اساس سلسله سلاطین تقسیم کرده و در ذیل عنوان هر پادشاه، اهم وقایع تاریخی دوران حکومت او را به اختصار آورده است.